# 배승진
배승진(裵乘振, 1987년 11월 3일~)은 대한민국의 전 축구 선수였다.

## 경력
2007년 FIFA U-20 월드컵에 출전하였다.
울산대학교를 거치고, 2007년 5월에 일본으로 건너간 후, 당시 요코하마 FC에 입단하였지만, 출장기회를 얻지 못하고, 그 해에 자스파 구사츠로 임대되었다. 2008년 요코하마 FC에서 방출, 이듬해 도쿠시마 보르티스로 이적하였으며 2012년 요코하마 FC로 복귀하였다.
2014 시즌을 앞두고 인천 유나이티드에 입단하여 처음으로 K리그에 뛰게 되었다.
2022 시즌을 마치고 현역 은퇴를 선언했다.

## 대표 경력
- U-18 한국대표
- U-19 한국대표
- U-20 한국대표
  - 2007년 FIFA U-20 월드컵
- U-22 한국대표

## 개인 성적
- J리그 첫 출장 - 2008년4월 20일 J2 8라운드 몬테디오 야마가타 전 (쇼다장유 스타디움 군마)
- J리그 첫 득점 - 2009년4월 10일 J2 7라운드 사간 도스 전 (포카리스웨트 스타디움)